# Тируккурал
Тирукурал (там. (திருக்குறள் буквально Священные Куралы) — сборник стихотворных афоризмов на тамильском языке, авторство которой приписывают легендарному поэту и философу Тируваллувару. Это одна из самых древних и наиболее почитаемых книг тамилов, проживающих преимущественно на юге Индии и севере Шри-Ланки, которую тамилы считают священной. Отсутствие религиозного фанатизма, глубина и оригинальность суждений сделали её популярной среди всех слоев тамильского общества. Она оказала большое влияние на тамильскую культуру, «Тируккурал» нередко называют «тамильской Ведой».

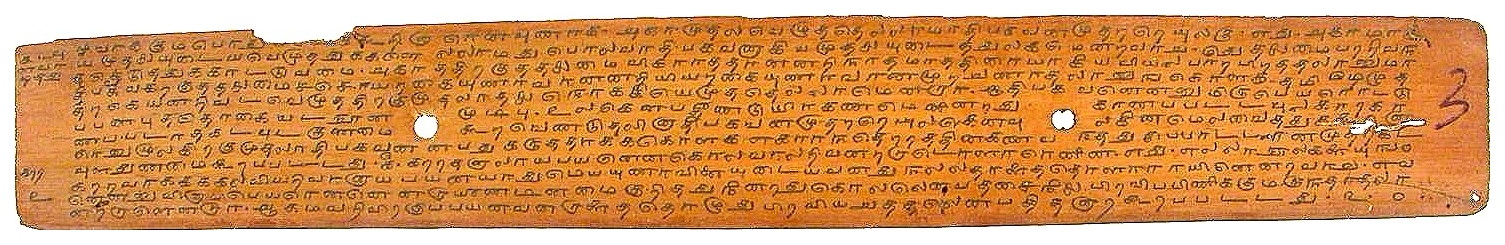
Рукопись Тирукурала на пальмовом листе

## История
Величайший труд тамильской дидактической литературы, вероятно, появился на свет в период до II века н.э. Дошёл до нас в рукописях, написанных на южноиндийском языке.

## Содержание
Состоит из 1330 двустиший (курал, стихов определенного метрической образца), сгруппированных в 133 главы по 10 куплетов в каждой. Каждый куплет (стих) состоит из семи слов и разделён на две строки (3-4 слова). Делится на 3 части, отвечающим трём традиционным целям жизни древнего индуса: дхарма, артха и кама.
В первой части «Тируккурал» (Книга Добродетели (Дхарма) собраны афоризмы о нравственной сущности человека. В центре внимания — идеальный заботливый семьянин, гостеприимный хозяин. Говоря о добропорядочном поведении, автор не придерживается какой-либо определенной религиозной доктрины. Впрочем, в некоторых случаях можно заметить джайнистскую или буддийскую направленность высказываний, но, в целом, из разных учений автор выбирает то, что в наибольшей степени соответствует его широким гуманистическим взглядам. Так, в произведении есть главы о любви, гостеприимстве, благодарности, доброте, незлобивости, щедрости сердца.
Вторая часть"Тируккурал" (Книга Политики (артха)) посвящена общественной деятельности человека. Здесь трактуются вопросы государственного устройства, обязанностей чиновника и правителя, методы правления и т. п. В этой части сказалось знания Тируваллувара санскритского трактата «Артхашастра». Однако существенное отличие памятников заключается в том, что «Артхашастра» предлагает точно разработанные нормы поведения, тогда как Тируваллувара больше интересует философская и нравственная их основа. Его суждения представляют собой оценку тех или иных явлений с точки зрения какого-либо идеала, что, впрочем, не мешает видеть в них глубокую практическую мудрость человека, обладающего большим жизненным опытом. Эта часть в значительной степени посвящена не столько общественным обязанностям человека, сколько главным принципам жизни и поведения. Здесь содержатся главы об учении, о мудрости, о борьбе с недостатками, о дружбе, о бесстрашии в беде.
Третья часть «Тируккурала» (Книга Любви (кама) посвящена любви, впрочем она отходит от прямой дидактики и описывает развитие любовного чувства в традициях классической поэзии ахам. Каноническая образность проявляются здесь вполне отчетливо. Эта часть дает первый в тамильском поэзии образец жанра «Ковей» («гирлянда»), затем широко распространенного в средневековой поэзии и представляет собой последовательную цепь эпизодов, рисующих развитие отношений влюбленных.
Любовь представлена в «Тируккурал» как сильное, всепоглощающее чувство. Автор передаёт разные, достаточно тонкие душевные движения героев и в этом отношении превосходит более ранних поэтов. Главы третьей части представляют собой серию вариаций, темой каждой из которых выбрана та или иная ситуация: «приближение к прекрасной богине», «безутешность в разлуке», «беседа с сердцем».
На протяжении всей своей истории «Тируккурал» пользовался большим уважением среди учёных и влиятельных лидеров в этической, социальной, политической, экономической, религиозной, философской и духовной сферах. В их числе Лев Толстой, Махатма Ганди, Альберт Швейцер, Констанцо Джузеппе Бески, Карл Грауль, Александр Пятигорский и другие.

## Переводы
Текст был переведен более чем на сорок  индийских и неиндийских языков (в том числе на все главные европейские языки, на некоторые - неоднократно, есть несколько английских и русских переводов), что делает его одним из самых переводимых древних произведений. «Тируккурал» считается шедевром и одним из самых важных текстов тамильской литературы.

## Переводы на русский язык
История переводов "Тируккурала" на русский язык насчитывает  более полувека.
В самиздате в 1983 году был опубликован полный анонимный перевод "Тируккурала".
В известном собрании "Библиотека всемирной литературы" в томе 16-м: "Классическая поэзия Индии, Китая, Кореи, Вьетнама, Японии" в 1974 году был опубликован частичный перевод данного компедиума, сделанный А. Ибрагимовым. 
Ранее перевод произведения на русский язык был сделан советским дравидологом Ю. Я. Глазовым в 1963 году.  
В 1983 году "Тируккурал"  переведён на русский язык Виталием Фурникой.
В 2014 году компедиум тамильской мудрости перевёл российский индолог Дмитрий Бурба.
В 2015 году - избранные строфы из "Тируккурала" перевёл на русский язык Х. Брош. 
В 2021 году отдельные главы из "Тируккурала" были опубликованы российским поэтом Юрием Ключниковым в его антологии переводов индийской поэзии "Слово Ариаварты. 35 веков индийской поэзии".